# Zanesville (Ohio)
Zanesville – miasto w Stanach Zjednoczonych, w południowo-wschodniej części stanu Ohio. Liczba mieszkańców w 2000 roku wynosiła 26 210.

## Klimat
Miasto leży w strefie klimatu subtropikalnego, umiarkowanego, łagodnego bez pory suchej i z gorącym latem, należącego według klasyfikacji Köppena do strefy Cfa. Średnia temperatura roczna wynosi 10,6°C, a opady 932,2 mm (w tym do 31,3 cm opadów śniegu). Średnia temperatura najcieplejszego miesiąca - lipca wynosi 22,2°C, natomiast najzimniejszego -1,1°C. Najniższa zanotowana temperatura wyniosła -28,3°C a najwyższa 38,9°C.